# 博爾加爾卡 (拉茲傑利納亞區)
46°41′23″N 30°27′56″E / 46.68972°N 30.46556°E
博爾哈爾卡（烏克蘭語：Болгарка）是位於烏克蘭西南部的村莊，由敖德萨州敖德萨区的達奇內市鎮負責管轄。該村始建於1924年，面積0.72平方公里，海拔高度26米，2013年人口920，人口密度每平方公里1,062.41人。